# Донская Балка (Ставропольский край)
Донска́я Ба́лка — село в Петровском районе (городском округе) Ставропольского края Российской Федерации.

## Название
Название село получило по донским казакам, устроившим здесь сторожевой пост.
Варианты названия
- Дон-Балка,
- Донскобалковское (Донская-Бал.)[2].

## География
Находится в Предкавказье, на Прикалаусских высотах Ставропольской возвышенности в балке, окруженной с трёх сторон холмами. Через село протекает Татарский ручей. В окрестностях села три небольших озера, Лушниковское и Солёное озеро — солёные.
Расстояние до краевого центра: 73 км. Расстояние до районного центра: 15 км.

## История
XVIII век

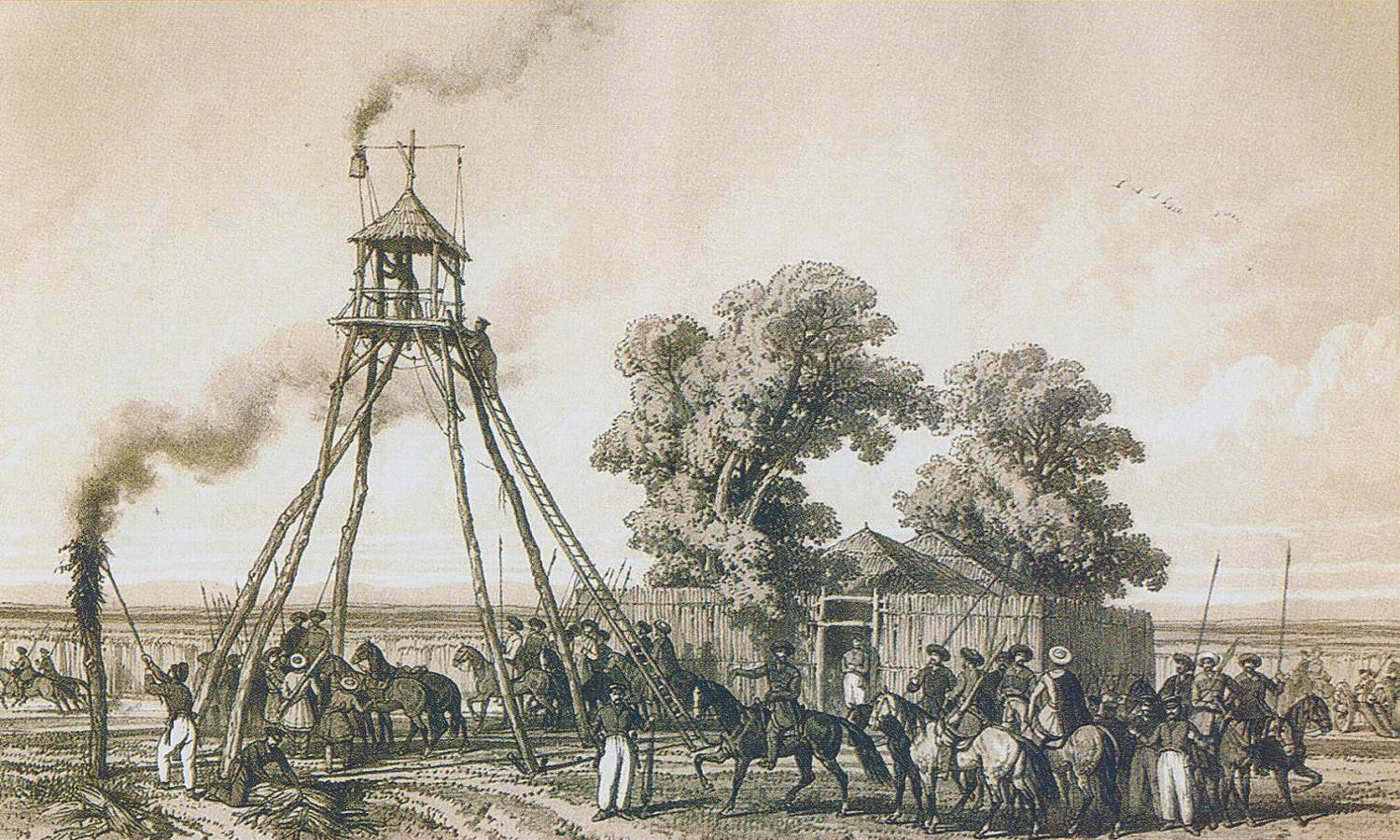
Казачий пост, рисунок К. Оммера де Гелля, 1840 г.

В 1777 году на место села прибыли донские казаки для постройки укреплённого поста в составе Азово-Моздокской укреплённой линии. До них здесь жили мирные горцы.
В 1787 году сюда прибыли 11 крестьянских семей, переселенцами из Тамбовской губернии. В дальнейшем население увеличивалось за счёт переселенцев из центральных губерний: Харьковской, Полтавской, Московской, Тульской и др.
XIX век
Во время кавказской войны на село нападали горцы.
В 1806 г. в честь Казанской Божей Матери построена церковь.
К 1883 году здесь значилось 408 дворов.
В 1882 году в селе зверствовала холера, от которой умерло 40 человек.
XX век
На начало века в селе проживало 3931 человек и имелось 4 лавки смешанным товаром, 4 питейных дома, 1 ренсковой погреб, 18 водяных мельниц, 1 ветряная, 4 овчинодельных завода и 1 маслобойня.
В селе имеется два училища: одноклассное М. Н. П. и церковно-приходское.
В 1909 территориально включало в себя:
- Хутор Берцевский
- Хутор Толстый Курган
- Хутор Солёное Озеро
- Хутор Лушникова
- Хутор Грачевский
- Хутор Зимовники

В 1924 году в селе было образовано машинное товарищество «Красная Агрономия».
До 1 мая 2017 года село образовывало упразднённый Дон-Балковский сельсовет.

## Население
| 1789  | 1802  | 1812  | 1819  | 1897  | 1903  | 1908  | 1925  |
| ----- | ----- | ----- | ----- | ----- | ----- | ----- | ----- |
| 595   | ↗747  | ↘743  | ↗809  | ↗4140 | ↗4486 | ↗5839 | ↘5085 |
| 1926  | 1989  | 2002  | 2010  | 2012  | 2013  | 2014  | 2015  |
| ↘4178 | ↘2695 | ↘2568 | ↘2142 | ↘2123 | ↘2089 | ↗2138 | ↘2099 |
| 2016  | 2017  | 2023  |       |       |       |       |       |
| ↗2124 | ↘2113 | ↘1756 |       |       |       |       |       |

Национальный состав
По данным переписи 2002 года, 94 % населения — русские.
По итогам переписи населения 2010 года проживали следующие национальности (национальности менее 1 %, см. в сноске к строке «Другие»):
| Национальность | Численность | Процент |
| -------------- | ----------- | ------- |
| Русские        | 1945        | 90,80   |
| Армяне         | 83          | 3,87    |
| Даргинцы       | 38          | 1,77    |
| Другие         | 76          | 3,55    |
| Итого          | 2142        | 100,00  |

## Инфраструктура
- Дом культуры[25]. Открыт 12 июня 1963 года[26]

## Образование
- Детский сад № 21 «Ласточка»[27]
- Средняя общеобразовательная школа № 10[28]. Победитель ПНПО 2008[источник не указан 4774 дня]. Победитель всероссийского конкурса «Новая школа — школа гражданского становления» в номинации «Программа гражданско-патриотического воспитания региона» за 2010 год[29]

## Русская православная церковь
Церковь Казанской Божьей Матери. Открыта в 1901 году.  261610491260005

## Памятники
- Могила 25-тысячника председателя колхоза Савчук, погибшего в 1931 году, 1931 год, ул. Ленина, 100-А.  261510235250005
- Братская могила воинов Советской Армии, погибших в боях 1942—1943 гг., 1942 год, ул. Ленина.  261610492000005
- Братская могила красных партизан, погибших в годы гражданской войны, 1918 год, ул. Ленина.  261610492010005
- Братская могила красных партизан, погибших в годы Гражданской войны, 1919 год, на гражданском кладбище в 2 км от села в восточной стороне.  301410031990005
- Бюст В. И. Ленина, 1970 год, ул. Октябрьская, средняя школа.  261610492020005

## Кладбище
- Сельское кладбище (общественное открытое). Площадь участка 36 355 м²[31].

## Достопримечательности
- Холм, на котором некогда стоял казачий пост.